# Galium kerneri
Galium kerneri är en måreväxtart som beskrevs av Árpád von Degen och Ignaz Dörfler. Galium kerneri ingår i släktet måror, och familjen måreväxter. Inga underarter finns listade i Catalogue of Life.